# Joypolis
Joypolis (ジョイポリス) est une chaîne de centres de divertissement détenue par Sega et lancée le 20 juillet 1994 à Yokohama. Elle est gérée par CA Sega Joypolis dont le siège est à Tokyo. Ces centres proposent attractions, boutiques et bornes d'arcade.

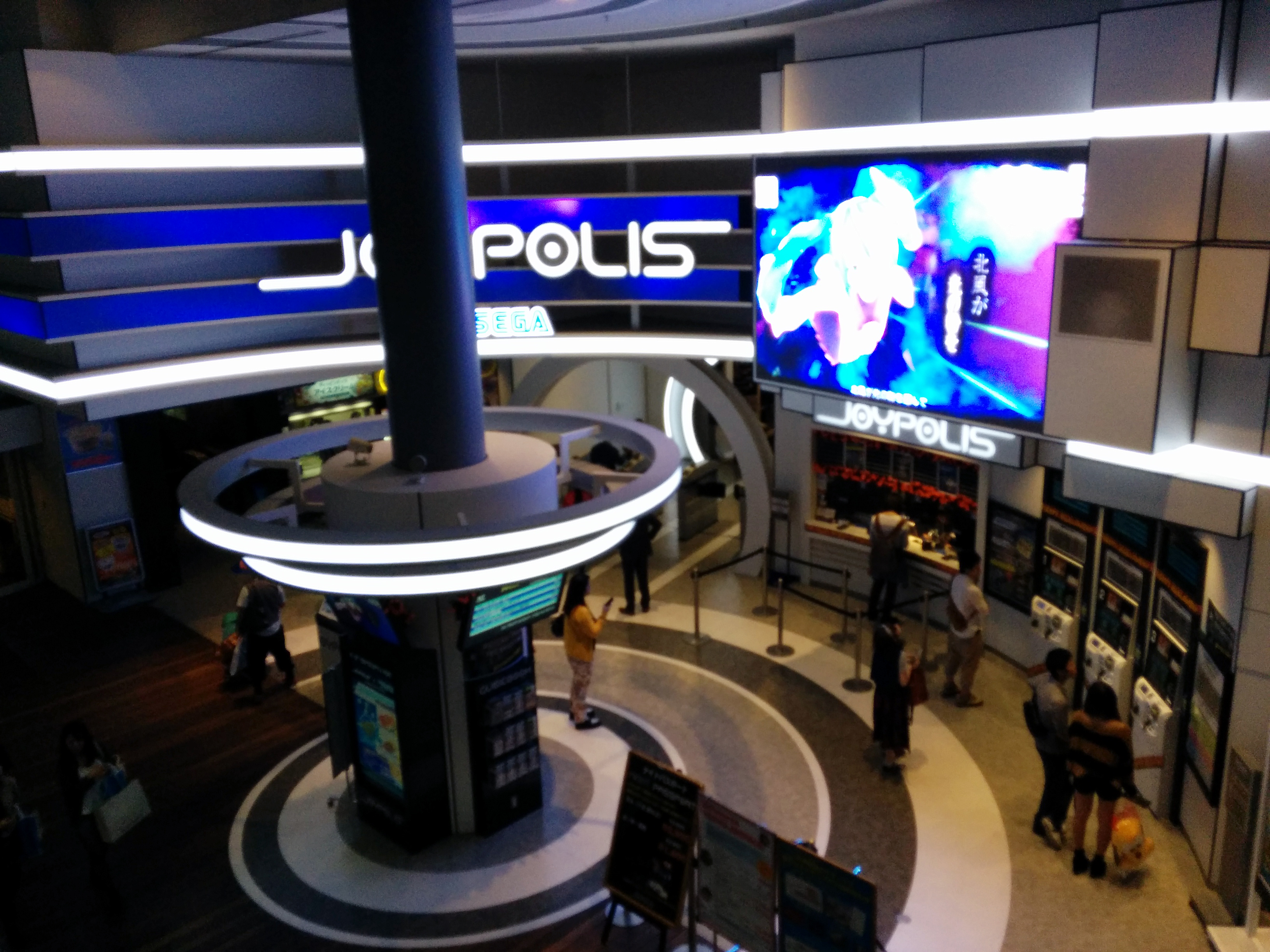
Entrée de Sega Joypolis à Odaiba, Tokyo en 2014.

Joypolis s'associe avec Spaces en 2018 pour créer un centre consacré à la réalité virtuelle à Shibuya.